# Société de Rallye-Bourgogne
La Société de Rallye-Bourgogne fut un des plus importants équipages de vénerie au XIXe siècle, de 1834 à 1868.

## Historique
Le roi Louis-Philippe n'est pas chasseur. Quand il arrive au pouvoir en 1830, il supprime la Vénerie royale, puis met en location les forêts de la Couronne. Les chasseurs s'organisent en sociétés dont les membres acquièrent le droit de chasse. C'est ainsi que naît le « Rallye Bourgogne ».
Ses fondateurs en 1834 sont Charles de Mac Mahon et son fils, qui reçoivent au château de Sully, sous la Monarchie de Juillet. Succédant à la société « Pique avant Morvan », et d'abord appelée « À moy Morvan », la nouvelle société devient « Rallye-Bourgogne »,. 
Leur « meute » est d'abord composée de Harriers, pour le courre du chevreuil. Ils sont ensuite remplacés par soixante fox-hounds et quarante bâtards vendéens, pour chasser le sanglier. 
Le premier « piqueux » est « l'illustre Racot »,. 
Le marquis de Villers-Lafay, secrétaire de la société et « veneur de la vieille roche », rend compte dans le Journal des chasseurs de toutes les chasses du Rallye. Ses comptes rendus figurent d'abord sous le titre « Société des chasses du Rallye Bourgogne », puis « Société de Rallye Bourgogne ».
En 1862, la société de Rallye-Bourgogne, sous la présidence de Charles de Mac Mahon et la vice-présidence de M. de Montmort, compte 26 autres sociétaires. Le personnel de la vénerie comporte trois piqueurs, trois valets de chiens et six limiers. La meute est formée de 86 chiens purs anglais.
La majorité des « boutons » (membres sociétaires) de cet équipage sont membres des grands cercles parisiens dont le Jockey Club. Ils sont châtelains, propriétaires et souvent louvetiers  en Bourgogne, surtout dans le Morvan :
- Espeuilles, au château de la Montagne ;
- Vogué, au château de Commarin ;
- La Ferté Meun, au château de Solières ;
- Pracomtal, au château de Châtillon-en-Bazois ;
- Wall, au château du Colombier ;
- Montmort, au château de La Boulaye.
- Le marquis de Foudras  , qui ne fut pas bouton de  cet équipage , dans ses ouvrages fait de nombreuses références à ces chasses et à ses boutons .

L'équipage est dissous dans les années 1868 sous la présidence de M. de La Ferrière, propriétaire du château de Bière les Semur .